# Daniel François Esprit Auber
Daniel-François-Esprit Auber, francoski operni skladatelj, * 29. januar 1782, Caen, † 12. maj 1871, Pariz.

## Življenje
Danielov oče je bil trgovec z umetninami, zato je tudi sina določil za ta poklic. V začetku se je mladi Auber ukvarjal z glasbo zgolj ljubiteljsko, a je že zlagal romance in operete, ki so bile sprejete s pohvalo. Po teh prvih uspehih se je posvetil izključno glasbi. Študiral je na pariškem konservatoriju pri mojstru Cherubiniju. Po končanem študiju je zložil mašo, iz katere je pozneje vzel nekatere odlomke, ki jih je vključil v svojo najbolj znano opero »Nema iz Porticija«. Velikega pomena so bili za Auberja stiki s književnikom Eugenom Scribejem, ki se je znal prilagoditi skladateljevemu izraznemu načinu. Največji uspeh sta tako dosegla s prej omenjeno opero »Nema iz Porticija« (1828). Z njo je bil skladatelj uvrščen na čelo nove smeri francoske velike opere, saj je opustil lahkotni žanr in je napisal delo revolucionarno-politične vsebine z dobro glasbo, ki posrečeno ilustrira vse situacije. V Ljubljani je bila premiera opere 19. februarja 1831. Tudi njegova naslednja opera »Fra Diavolo« (1829) je postala kmalu ljubljenec občinstva.
Auber je dosegel v življenju visoke časti. Bil je vitez častne legije in član akademije lepih umetnosti. Leta 1842 je postal ravnatelj pariškega konservatorija. Pet let pozneje je postal vodja častne legije in dobil naslov cesarskega dvornega kapelnika. Umrl je eno leto potem, ko je odstopil kot ravnatelj konservatorija.

## Seznam oper (letnica uprizoritve, gledališče, kraj)
- L’erreur d’un moment (1805, Salle Doyen, Pariz)
- Jean de Couvin (september 1812, Château de Chimay, Belgija)
- Le séjour militaire (27. februar 1813, Opéra-Comique, Pariz)
- Le testament et les billets-doux (18. september 1819, Opéra Comique, Pariz)
- Le bergère châtelaine (27. januar 1820, Opéra Comique, Pariz)
- Emma, ou La promesse imprudente (7. julij 1821, Opéra Comique, Pariz)
- Leicester, ou Le château de Kenilworth (25. januar 1823 Opéra Comique, Pariz)
- La Neige, ou Le nouvel Éginhard (8. oktober 1823, Opéra Comique, Pariz)
- Vendôme en Espagne (5. december 1823, Théâtre de l'Académie Royale de Musique, Pariz)
- Les trois genres (27. april 1824, Théâtre de l'Odéon, Pariz)
- Le concert à la cour, ou La débutante (3. junij 1824, Opéra Comique, Pariz)
- Léocadie (4. november 1824, Opéra Comique, Pariz)
- Le Maçon (3. maj 1825, Opéra Comique, Pariz)
- Le timide, ou Le Nouveau séducteur (30. maj 1826, Opéra Comique, Pariz)
- Fiorella (28. november 1826, Opéra Comique, Pariz)
- La muette de Portici ali Masaniello /slov. Nema iz Porticija/ (29. februar 1828 Théâtre de l'Académie Royale de Musique, Pariz)
- La fiancée (10. januar 1829, Opéra Comique, Pariz)
- Fra Diavolo ali L’hôtellerie de Terracine (28. januar 1830, Opéra Comique, Pariz). Revizija v italijanskem jeziku, s številnimi dodanimi recitativi; London, Lyceum Theatre, 9. julij, 1857
- Le dieu et la bayadère ali La courtisane amoureuse (13. oktober 1830, Théâtre de l'Académie Royale de Musique, Pariz)
- Le philtre (20. junij 1831, Théâtre de l'Académie Royale de Musique, Pariz)
- La marquise de Brinvilliers (31. oktober 1831, Théâtre de l'Académie Royale de Musique, Pariz)
- Le serment, ou Les faux-monnayeurs (1. oktober 1832, Théâtre de l'Académie Royale de Musique, Pariz)
- Gustave III ali Ples v maskah (27. februar 1833, Théâtre de l'Académie Royale de Musique, Pariz)
- Lestocq, ou L’intrigue et l’amour (24. maj 1834, Opéra Comique, Pariz)
- Le cheval de bronze (23. marec 1835, Opéra Comique, Pariz) revidirani različici je dodan balet; Théâtre de l'Opéra, Pariz; Sep.21, 1857
- Actéon (23. januar 1836, Opéra Comique, Pariz)
- Les chaperons blancs (9. april 1836, Opéra Comique, Pariz)
- L’ambassadrice (21. december 1836, Opéra Comique, Pariz)
- Le domino noir (2. december 1837, Opéra Comique, Pariz)
- Le lac des fées (1. april 1839, Théâtre de l'Académie Royale de Musique, Pariz)
- Zanetta, ou Jouer avec le feu (18. maj 1840, Opéra Comique, Pariz)
- Les diamants de la couronne (6. marec 1841, Opéra Comique, Pariz)
- Le duc d’Olonne (4. februar 1842, Opéra Comique, Pariz)
- La part du diable (16. januar 1843, Opéra Comique, Pariz)
- La sirène (26. marec 1844, Opéra Comique, Pariz)
- La barcarolle, ou L’amour et la musique (22. april 1845, Opéra Comique, Pariz)
- Les premiers pas (15. november 1847, Théâtre de l'Académie Royale de Musique, Pariz)
- Haydée|Haydée, ou Le secret  (28. december 1847, Opéra Comique, Pariz)
- L’enfant prodigue (6. december 1850, Théâtre de l'Opéra, Pariz)
- Zerline, ou La corbeille d’oranges (16. maj 1851, Théâtre de l'Opéra, Pariz)
- Marco Spada (21. december 1852, Opéra Comique, Pariz)
- Jenny Bell (2. junij 1855, Opéra Comique, Pariz)
- Manon Lescaut (23. februar 1856, Opéra Comique, Pariz)
- La Circassienne (2. februar 1861, Opéra Comique, Pariz)
- La fiancée du roi de garbe (11. januar 1864, Opéra Comique, Pariz)
- Le premier jour de bonheur (15. februar 1868, Opéra Comique, Pariz)
- Rêve d’amour (20. december 1869, Opéra Comique, Pariz)